# 246

## Události
- Origenés sepsal spis Kata Kelsú – odpověď na útočný protikřesťanský spis řeckého filosofa Kelsa.
- Římský císař Philippus Arabs bojoval s Germány u Dunaje
- V arabském městě Bosra se uskutečnil první ze dvou Arabských koncilů římskokatolické církve

## Hlavy států
- Papež – Fabián (236–250)
- Římská říše – Philippus Arabs (244–249) + Philippus II., spoluvladař (244–249)
- Perská říše – Šápúr I. (240/241–271/272)
- Kušánská říše – Kaniška II. (230–247)
- Japonsko (region Jamataikoku) – královna Himiko (175–248)

Indie:
- Guptovská říše – Maharádža Šrí Gupta (240–280)